# Wahlenbergia constricta
Wahlenbergia constricta är en klockväxtart som beskrevs av Brehmer. Wahlenbergia constricta ingår i släktet Wahlenbergia och familjen klockväxter. Inga underarter finns listade i Catalogue of Life.